# 諏訪理
諏訪 理（すわ まこと、1977年 - ）は、日本の宇宙飛行士。前職は世界銀行上級防災専門官。

## 来歴
1977年（昭和52年）、東京都に生まれ、2～3歳頃に茨城県つくば市へ転居し、高校卒業まで同市で育つ。小学5年生の頃、1988年3月に行われた日本宇宙少年団（YAC）と学研が主催するNASAツアーに参加し、アメリカ・テキサス州ヒューストンにあるジョンソン宇宙センターを訪問。アポロ17号の船長を務めたユージン・サーナン飛行士と面会した。
茨城県立土浦第一高等学校を経て、1999年に東京大学理学部地学科を卒業。その後、アメリカ・デューク大学大学院修士課程にて環境マネジメントを学び、2007年6月にプリンストン大学大学院地球科学博士課程を修了、Ph.D（気候科学）を取得。在学中にはフィールドワークの一環として約2ヶ月間、南極に滞在した。
2008年1月、国際協力機構（JICA）青年海外協力隊（2007年度3次隊）の一員としてルワンダの首都キガリに派遣される。キガリ高等学校（Lycée De Kigali）やKigali Institute of Science and Technology（現・ルワンダ大学）で理数科の教師として勤務。同年、31歳で宇宙飛行士候補者選抜試験に応募するが、第一次試験で不合格となる。
2010年11月、国連JPO派遣制度を通じて世界気象機関（WMO）に入職。スイス・ジュネーブ本部に2年間勤務した後、ケニア・ナイロビの東部・南部アフリカ事務局にて1年半勤務。
その後、世界銀行のミッドキャリアプログラムに応募し、2014年3月に世界銀行へ入行。

### 宇宙飛行士として
2021年12月20日から募集が開始された宇宙飛行士選抜試験に応募し、4127名の応募者の中から、2023年2月28日、米田あゆとともに合格。46歳での合格は史上最年長となった。
2023年6月に世界銀行を退社し、2023年7月に宇宙航空研究開発機構（JAXA）に入構。宇宙飛行士候補者として基礎訓練を開始した。
2024年10月、基礎訓練を修了し、10月21日付で正式に宇宙飛行士として認定された。